# Zikos Chua
Zikos Chua (griechisch Βασίλειος Ζήκος Τσουά) (* 15. April 2002 in Kastoria), mit vollständigen Namen Vasileios Zikos Chua, ist ein griechisch-singapurischer Fußballspieler.

## Karriere

### Verein
Zikos Chua erlernte das Fußballspielen in der Jugendmannschaft des Singapore-Premier-League Erstligisten Geylang International. Hier unterschrieb er Anfang Juli 2018 auch seinen ersten Profivertrag. Bis zu seiner Einberufung zum Militärdienst im April 2021 bestritt er für den Erstligisten 21 Erstligaspiele. Am 1. Januar 2022 wechselte er von der Armee auf Leihbasis zum Erstligisten Young Lions. Die Young Lions sind eine U23-Mannschaft, die 2002 gegründet wurde. In der Elf spielen U23-Nationalspieler und auch Perspektivspieler. Ihnen soll die Möglichkeit gegeben werden, Spielpraxis in der ersten Liga zu sammeln.

### Nationalmannschaft
Seit 2019 spielt Zikos Chua für die singapurische U23-Nationalmannschaft.

## Sonstiges
Zikos Chua ist der Bruder von Christos Chua.
Zikos Chua war mit 20 Jahren und 114 Tage der jüngste Spieler in der Geschichte der Singapore Premier League, der vier Tore in einem einzigen Spiel erzielte. Dies gelang ihm am 7. August 2022 in dem Spiel Young Lions gegen Tanjong Pagar. Hier schoss er alle vier Tore zum 4:2-Erfolg.